# Achille et Boule-de-Gomme
Achille et Boule-de-Gomme est une série de bandes dessinées créée par le dessinateur et scénariste belge Maurice Tillieux en 1949, pour l'hebdomadaire namurois « L'Explorateur-Le Journal du Chic Type » et rééditée par les Éditions de l'Élan en 2002. Achille et son compagnon Boule-de-Gomme, vécurent le temps de deux aventures, avant de disparaître en 1950. Le magazine « L'Explorateur-Le Journal du Chic Type » cessa de paraître deux ans plus tard, en 1952. 
Un album paru aux Éditions de l'Élan en 2002, contenant les deux aventures d'Achille et Boule-de-Gomme ainsi que des dossiers d'études, interviews et biographie de Maurice Tillieux, édité en noir et blanc en 2002, il fut réédité entièrement en couleurs en 2012, avec une mise à jour des dossiers d'études.